# Элион (компания)
ОАО «Элион» — советская и российская машиностроительная компания, производитель радиолокационных станций и оборудования для электронной промышленности.
Основана как завод «Элион», который был введён в эксплуатацию в 1962 году. Кроме технологического оборудования для электронной промышленности был известен в СССР как производитель магнитофонов под маркой «Электроника»: кассетные монофонические «Электроника-302» и стереофонические «Электроника-307».
В 1992 года завод был акционирован как компания ОАО «Элион», которая в 1997 году вошла в состав концерна «Научный Центр» (ныне концерн «Ситроникс»).
В 2013 году компания в результате реорганизации концерна «Ситроникс» была переподчинена холдингу «РТИ», а летом 2014 года было объявлено, что на производственные площади компании переводится выводимый из Москвы опытный завод научно-производственного комплекса НИИ дальней радиосвязи (НИИДАР), также принадлежащий холдингу.